# Липовцов, Степан Васильевич
Степан Васильевич Липовцов (Липовцев) (1770—1841) — российский востоковед, член-корреспондент Петербургской Академии наук по отделу восточных литератур и древностей.

## Авторство
- Каталог китайским и японским книгам, в библиотеке Императорской Академии Наук хранящимся. — СПб., 1818. (В соавторстве с П. Каменским).
- Маньчжурский словарь. — СПб., 1838.
- Уложение китайской палаты внешних сношений. — Пер. с маньчжурского. — СПб., 1828.